# Beatriz Marichalar
Beatriz Marichalar (nacida el 14 de febrero de 1914 - fallecida en Mar del Plata, ?) fue una jugadora argentina de básquetbol, una de las pioneras de la rama femenina de este deporte en Buenos Aires y a nivel nacional. Fue la primera basquetbolista federada del país, socia número 1 de la Federación Femenina Argentina de Basket-Ball, organización fundada en 1931 y antecesora de la actual Asociación Femenina Metropolitana de Básquetbol. Fue capitana del Club Atlético Boca Juniors durante las décadas de 1930 y 1940. En ese tiempo, disputó más partidos para Boca que cualquier otra persona, en cualquier otro deporte, tanto a nivel masculino como femenino, récord que conserva hasta la actualidad. Participó del equipo campeón de 1936 que le dio a Boca su primer título federado fuera del fútbol masculino, ganó en 1948 el Campeonato Sudamericano de Baloncesto Femenino con la selección argentina y, como en el torneo de Chile de 1946 donde la selección argentina obtuvo el subcampeonato, también fue campeona de tiros libres del torneo.
Fue también presidenta del Departamento Femenino de Educación Física de Boca Juniors y luego entrenadora de básquetbol en Mar del Plata, donde tuvo un gran impacto en el básquet femenino de la ciudad y se terminó radicando hasta su fallecimiento.